# Lysá hora (přírodní památka)
Lysá hora je přírodní památka v oblasti PIENAP.
Nachází se v katastrálním území obce Kyjov v okrese Stará Ľubovňa v Prešovském kraji. Území bylo vyhlášeno či novelizováno v roce 1989 na rozloze 1,1389 ha. Ochranné pásmo nebylo stanoveno.